# Vasishtha
Dans la mythologie hindoue, Vasishtha, ou Vasiṣṭha (devanāgarī : वसिष्ठ), est un des saptarshi (Sept grands sages ou rishi) de l'ère (manvantara) de Svāyaṃbhuva.
Vasishtha est l'un des plus vénérés des anciens rishis védiques et fait partie des Saptarishis ou des sept grands sages de l'Inde. Certains considèrent que Vasishtha est le premier sage de l'école de philosophie Vedanta.
De nombreux mythes entourent la vie et les enseignents de Vasishtha. Le nom de Vasishtha signifie « meilleur », « le plus riche » et « le plus excellent » en sanskrit.